# Liebesg’schichten und Heiratssachen
Liebesg’schichten und Heiratssachen ist eine österreichische Fernsehsendung, die seit 1997 auf dem Sender ORF 2 ausgestrahlt wird.

## Geschichte
Der Sendungstitel stammt vom Namen der Posse Liebesgeschichten und Heurathssachen von Johann Nestroy. In jeder Folge besuchte Elizabeth T. Spira (1942–2019) Alleinstehende zuhause, die über die Partnervermittlung im Fernsehen einen Lebenspartner suchen. Durch den Sendungsstil sollte für den Zuseher ein möglichst umfassendes Persönlichkeitsbild des Kandidaten gezeichnet werden.
Die Sendung läuft während der Sommermonate im ORF und erreichte Spitzenquoten mit bis über einer Million Zusehern. In unregelmäßigen Abständen wird die Sendung auch auf 3sat als Wiederholung gesendet.
2018 wurde die 22. Staffel produziert. Die 23. Staffel mit den 42 dafür von Spira vor ihrem Tode am 9. März 2019 geführten Interviews wurde im Sommer 2019 in zehn Folgen ausgestrahlt. Die Fertigstellung übernahm ihr Team der Wega Film in Zusammenarbeit mit dem ORF, darunter Filmeditorin Claudia Linzer und die redaktionellen Mitarbeiterinnen Stefanie Speiser und Natalie Wimberger sowie ORF-Sendungsverantwortliche Sharon Nuni.
Im Oktober 2019 gab der ORF nach längerer Unklarheit bekannt, die Sendung 2020 fortzusetzen. Man wolle dabei behutsam mit Spiras Vermächtnis umgehen. Als neue Präsentatorin wurde Nina Horowitz auserkoren. Die neue, insgesamt 24. Staffel ist seit 6. Juli 2020 am gewohnten Sendeplatz montags um 20:15 Uhr auf ORF 2 zu sehen und besteht aus neun Kandidatenfolgen und einer Bilanzausgabe. Das unter Spira bewährte Konzept wurde großteils beibehalten; Grafik, Anfangs- und Schlusslied wurden geändert. Anstatt des eingekreisten roten Herzens sind nun rote herzförmige Luftballone das Markenzeichen der Sendung. Produziert wird „Liebesg’schichten und Heiratssachen“ seit Herbst 2019 von TALK TV Produktionsges.m.b.H. Die ORF-Sendungsverantwortung unterliegt weiterhin Sharon Nuni unter der Leitung von Martin Traxl. Editorin der neuen Staffeln ist Bettina Mazakarini. Redakteurinnen sind Beatrice Rössler und Vroni Neururer.
Im Rahmen der Romyverleihung 2023 wurde Nina Horowitz in der Kategorie Show, Unterhaltung für Liebesg’schichten und Heiratssachen nominiert.